# گوتلوب والتس
گوتلوب والتس (آلمانی: Gottlob Walz; ۲۹ ژوئن ۱۸۸۱ – ۱ ژانویهٔ ۱۹۴۳) شیرجه‌رو اهل آلمان بود.